# Os Senhores do Norte
Os Senhores do Norte (no original, The Lords of the North) é o terceiro livro da série Crônicas Saxônicas (The Saxon Stories), do autor inglês Bernard Cornwell. Lançado em 2006 na Inglaterra, é precedido pelos livros O Último Reino e O Cavaleiro da Morte, publicados em 2004 e 2005, respectivamente, e seguido por A Canção da Espada, de 2007.

## Enredo
O livro continua a contar a saga de Uhtred, mas agora com um foco diferente. O autor se volta para a parte norte da Ilha, levando Uhtred a revelar o caos que havia se instalado. Uhtred, vai em direção a Dunholm, uma fortaleza que tinha como senhor Kjartan, um homem que havia se autodenominado um ealdorman. Um earl ou ealdorman era um senhor que tinha seus exércitos e era muito rico. Kjartan, era um subordinado de Ragnar, que havia perdido o prestígio de seu senhor — o que era desonroso nessa época — e por esse motivo ele armou uma emboscada e matou Ragnar e seus amigos e família queimados dentro de uma cabana e sequestrou a irmã de Uhtred. Uhtred vai de encontro a Dunholm para matar Kjartan e resgatar a filha de Ragnar, seu antigo senhor.